# Palpita candicantis
Palpita candicantis là một loài bướm đêm trong họ Crambidae.